# Kalis, Albania
Kalis là một xã trong quận Kukës thuộc hạt Kukës, Albania. Dân số năm 2005 là 1877 người.